# Anna Brueghel
Anna Brueghel (Antwerpen, gedoopt 4 oktober 1620 – Brussel, 11 mei 1656) was een Brabants kunstschilderes van wie geen enkel werk is bewaard. Ze was de dochter van Jan Brueghel de Oude en de echtgenote van David Teniers II.

## Leven
Anna was de dochter van Jan Breughel de Oude en diens tweede vrouw, Catharina van Mariënborch. Bij haar doop in de Antwerpse Sint Joriskerk was haar meter Johanna de Man en haar peter de edelman Paulus van Halmale. Op haar zeventiende trouwde ze in de Sint-Jacobskerk met de schilder David Teniers II. Haar vermogen en familiebanden hielpen hem aan een doorbraak bij de hoogste kunstenaarkringen in de Spaanse Nederlanden. Anna kreeg van haar vader als bruidsschat het huis De Meerminne mee, gelegen in de Lange Nieuwstraat. 
Rond 1650 verhuisde het gezin naar Brussel omdat Teniers hofschilder werd. Ze vestigden zich in de hofwijk en lieten er hun kinderen dopen door vooraanstaande personaliteiten. Anna Breughel overleed op 35-jarige leeftijd, nadat ze op 3 mei 1656 nog haar testament had opgemaakt. Ze werd begraven in de kerk van Sint-Jacob-op-Koudenberg. Nog datzelfde jaar kocht Teniers een groot huis in de Terarkenstraat en hertrouwde hij met Isabella de Fren.

## Kinderen
Met haar echtgenoot Teniers had Anna Brueghel acht kinderen:
- David Teniers (gedoopt 10 juli 1638 - 1685)
- Cornelia Teniers (gedoopt 7 januari 1640 - ?)
- Anna-Maria Teniers (gedoopt 19 januari 1644 - ?)
- Clara Teniers (gedoopt 29 januari 1646 - ?)
- Antoon Teniers (gedoopt 12 juni 1648 - ?)
- Anna Teniers (gedoopt 5 oktober 1651 - ?)
- Justinus Leopold Teniers (gedoopt 5 februari 1653 - 18 september 1684)
- Anna Catharina Teniers (gedoopt 24 februari 1655 - 1656)